# Torsten Engel
Torsten Engel (* 9. Juli 1963 in Hannover) ist deutscher Journalist und seit 2002 Programmchef der Hörfunkwelle NDR 2.

## Leben und Wirken
Während seines Studiums der Politikwissenschaft an der Freien Universität Berlin arbeitete Engel als Reporter beim damaligen Sender Freies Berlin. 1986 wurde er dort fester freier Mitarbeiter, gegen Jahresende wechselte er zum damals neu gegründeten Privatsender Radio FFN in Hannover. Nach einer kurzen Zeit bei RIAS 2 in Berlin begann er anschließend 1989 bei NDR 2 in Hamburg. Ab 1993 baute er die NDR-Jugendwelle N-Joy auf, deren Programmchef er bis Ende 2001 blieb. Zum 1. Januar 2002 übernahm er die gleiche Position bei NDR 2.